# Pomona College
L'université Pomona (anglais : Pomona College) est une université américaine privée située à Claremont, en Californie.
Fondée en 1887, elle est membre fondatrice du consortium des Claremont Colleges.

## Personnalité liées à l'université

### Professeurs
- Leonard Pronko (en),
- Michael Armacost (en),
- Stanley Crouch,
- Bobby Bradford (en),
- Frank Gibney (en),
- Gregg Popovich,
- Samuel H. Yamashita (en),
- David Foster Wallace,
- Claudia Rankine,
- Jonathan Lethem,
- Cameron Munter (en),
- Erica Flapan

### Étudiants
- David Prescott Barrows (en),
- Chen Hansheng,
- Joel McCrea,
- John Cage,
- Robert Taylor,
- Alan Cranston,
- James H. Howard,
- Robert Shaw,
- Art Clokey,
- Roy E. Disney,
- Richard Chamberlain,
- Robert Towne,
- Kris Kristofferson,
- James Turrell,
- Myrlie Evers-Williams,
- Bill Keller,
- Marianne Williamson,
- Jennifer Doudna,
- Brian Schatz,
- Lynda Obst,